# Provincia Isparta
Provincia Isparta este o provincie a Turciei cu o suprafață de 8,993 km², localizată în partea de sud-vest a țării.

## Districte
Isparta este divizată în 13 districte (capitala districtului este subliniată): 
- Aksu
- Atabey
- Eğirdir
- Gelendost
- Gönen
- Isparta
- Keçiborlu
- Șarkikaraağaç
- Senirkent
- Sütçüler
- Uluborlu
- Yalvaç
- Yenișarbademli